# Coupe du monde de football 2002
Navigation
France 1998 Allemagne 2006
La 17e Coupe du monde de football (nom officiel : 2002 FIFA World Cup Korea/Japan (en anglais) / Coupe du monde de la FIFA 2002 Corée/Japon) s'est déroulée du 31 mai au 30 juin 2002 en Corée du Sud et au Japon. Ce sont les premiers hôtes asiatiques de la compétition. Pour la première fois, la Fédération internationale de football association en avait confié l'organisation à deux pays. L'épreuve a réuni trente-deux équipes, dont trois étaient qualifiées d'office : les deux organisateurs susnommés et le champion du monde en titre (la France). L'hymne de cette coupe du monde de football a été composé par Vangelis.
Le Brésil présente une équipe mémorable emmenée par le capitaine Cafu et comptant dans ses rangs les attaquants Ronaldinho, Rivaldo et Ronaldo. Ce dernier marque huit buts au cours de la compétition, et termine sur un doublé en finale face à l'Allemagne à Yokohama (2-0). La formation sud-américaine accroche ainsi une cinquième étoile à son maillot, record qui attend encore d'être battu.
Alors que la Turquie dispute la meilleure compétition de son histoire en atteignant les demi-finales et en terminant sur le podium, battant la Corée du Sud 3-2 dans la « petite finale », l'équipe co-hôte de ce tournoi est la première formation asiatique à atteindre le dernier carré en éliminant la Pologne, le Portugal, l'Italie et l'Espagne pour se hisser jusqu'à ce stade. Quant à la France, tenante du titre, elle est éliminée dès le premier tour sans gagner un match et sans marquer le moindre but en trois rencontres.

## Préparation de l'événement

### Villes et stades retenus
La phase finale s'est déroulée dans 20 stades de 20 villes différentes, 10 en Corée du Sud et 10 au Japon. Ils sont de construction moderne et récente, une grande majorité ayant été construite en vue de l'événement.
| \| Busan Daegu Daejeon Gwangju Incheon Jeonju Seogwipo Séoul Suwon Ulsan \| Sites sud-coréens de la Coupe du monde 2002 |
| Busan Daegu Daejeon Gwangju Incheon Jeonju Seogwipo Séoul Suwon Ulsan                                                   |

| Ville    | Stade                                 | Capacité | Mise en service | Coût de construction |
| -------- | ------------------------------------- | -------- | --------------- | -------------------- |
| Busan    | Stade principal Asiad                 | 55 982   | 2001            | 195 M€               |
| Daegu    | Stade de Daegu                        | 70 140   | 2001            | 257 M€               |
| Daejeon  | Stade de la Coupe du monde de Daejeon | 42 176   | 2001            | 128 M€               |
| Gwangju  | Stade de la Coupe du monde de Gwangju | 42 880   | 2001            | 136 M€               |
| Incheon  | Stade Munhak d'Incheon                | 52 179   | 2001            | 216 M€               |
| Jeonju   | Stade de la Coupe du monde de Jeonju  | 42 477   | 2001            | 126 M€               |
| Seogwipo | Stade de la Coupe du monde de Jeju    | 42 256   | 2001            | 109 M€               |
| Séoul    | Stade de la Coupe du monde de Séoul   | 68 476   | 2001            | 180 M€               |
| Suwon    | Stade de la Coupe du monde de Suwon   | 44 047   | 2001            | 219 M€               |
| Ulsan    | Stade de football d’Ulsan Munsu       | 43 003   | 2001            | 132 M€               |

| \| Ibaraki Kōbe Miyagi Niigata Ōita Ōsaka Saitama Sapporo Shizuoka Yokohama \| Sites japonais de la Coupe du monde 2002 |
| Ibaraki Kōbe Miyagi Niigata Ōita Ōsaka Saitama Sapporo Shizuoka Yokohama                                                |

| Ville    | Stade                          | Capacité | Mise en service | Coût de construction |
| -------- | ------------------------------ | -------- | --------------- | -------------------- |
| Ibaraki  | Kashima Stadium                | 41 800   | 2001            | 213 M€               |
| Kobe     | Kobe Wing Stadium              | 42 000   | 2001            | 206 M€               |
| Miyagi   | Miyagi Stadium                 | 50 000   | 2000            | 269 M€               |
| Niigata  | Niigata Stadium                | 42 700   | 2001            | 269 M€               |
| Ōita     | Ōita Big Eye Stadium           | 43 000   | 2001            | 225 M€               |
| Ōsaka    | Nagai Stadium                  | 50 000   | 1996            | 360 M€               |
| Saitama  | Saitama Stadium 2002           | 63 700   | 2001            | 319 M€               |
| Sapporo  | Sapporo Dome                   | 42 122   | 2001            | 379 M€               |
| Shizuoka | Shizuoka Stadium               | 50 600   | 2001            | 269 M€               |
| Yokohama | Yokohama International Stadium | 70 564   | 1997            | 538 M€               |

## Acteurs de la coupe du monde

### Équipes qualifiées
Les 198 équipes voulant concourir à la coupe du monde devaient se qualifier dans leur zones géographiques respectives :
- Europe (UEFA) : 14 ou 15[5] places pour 51 équipes, dont une automatiquement attribuée au champion en titre (France) ;
- Amérique du Sud (CONMEBOL) : 4 ou 5[5] places, pour 10 équipes ;
- Amérique du Nord, centrale et Caraïbes (CONCACAF) : 3 places pour 35 équipes ;
- Afrique (CAF) : 5 places pour 51 équipes ;
- Asie (AFC) : 4 ou 5[5] places pour 42 équipes, dont 2 automatiquement attribuées aux hôtes (Corée du Sud et Japon) ;
- Océanie (OFC) : 0 ou 1 place[5], pour 10 équipes.

Finalement, sont qualifiées 15 équipes européennes, 5 africaines, 5 sud-américaines, 4 asiatiques, 3 nord-américaines et aucune d'Océanie. Parmi les surprises figurent les non-qualifications des Pays-Bas et de la Tchéquie, ainsi que la première qualification de la Turquie depuis 1954. Il s'agit de la première participation pour la Chine, la Slovénie, l'Équateur et le Sénégal.
| Carte                                          | Europe (UEFA) 15 places dont une au champion en titre | Amérique du Sud (CONMEBOL) 5 places | Afrique (CAF) 5 places |
| ---------------------------------------------- | --- | --- | --- |
| Équipes qualifiées pour la Coupe du monde 2002 | Allemagne : 15e phase finale Italie : 15e phase finale Angleterre : 11e phase finale Belgique : 11e phase finale Espagne : 11e phase finale France T : 11e phase finale Suède : 10e phase finale Pologne : 6e phase finale Danemark : 3e phase finale Irlande : 3e phase finale Portugal : 3e phase Croatie : 2e phase finale Russie : 2e phase finale Turquie : 2e phase finale Slovénie : 1re phase finale | Brésil : 17e phase finale Argentine : 13e phase finale Uruguay : 10e phase finale Paraguay : 6e phase finale Équateur : 1re phase finale | Cameroun : 5e phase finale Nigéria : 3e phase finale Tunisie : 3e phase finale Afrique du Sud : 2e phase finale Sénégal : 1re phase finale |
| Océanie (OFC) 0 place                          | Allemagne : 15e phase finale Italie : 15e phase finale Angleterre : 11e phase finale Belgique : 11e phase finale Espagne : 11e phase finale France T : 11e phase finale Suède : 10e phase finale Pologne : 6e phase finale Danemark : 3e phase finale Irlande : 3e phase finale Portugal : 3e phase Croatie : 2e phase finale Russie : 2e phase finale Turquie : 2e phase finale Slovénie : 1re phase finale | Amérique du Nord, Centrale et Caraïbes (CONCACAF) 3 places                                                                               | Asie (AFC) 4 places dont deux aux pays hôtes                                                                                               |
|                                                | Allemagne : 15e phase finale Italie : 15e phase finale Angleterre : 11e phase finale Belgique : 11e phase finale Espagne : 11e phase finale France T : 11e phase finale Suède : 10e phase finale Pologne : 6e phase finale Danemark : 3e phase finale Irlande : 3e phase finale Portugal : 3e phase Croatie : 2e phase finale Russie : 2e phase finale Turquie : 2e phase finale Slovénie : 1re phase finale | Mexique : 12e phase finale États-Unis : 8e phase finale Costa Rica : 2e phase finale                                                     | Corée du Sud PO : 6e phase finale Japon PO : 2e phase finale Arabie saoudite : 3e phase finale Chine : 1re phase finale                    |

### Joueurs
| Joueurs | Clubs                                                    |
| ------- | -------------------------------------------------------- |
| 14      | Inter Milan                                              |
| 11      | Bayer Leverkusen, Arsenal FC                             |
| 10      | Bayern Munich, Manchester United, Real Madrid et AS Roma |

### Arbitres
- Gamal Al-Ghandour
- Ubaldo Aquino
- Carlos Batres
- Ali Bujsaim
- Coffi Codjia
- Pierluigi Collina
- Mourad Daami
- Hugh Dallas
- Anders Frisk
- Mohamed Guezzaz
- Brian Hall
- Terje Hauge
- Toru Kamikawa
- Jun Lu
- Saad Mane
- William Mattus
- Urs Meier
- Markus Merk
- Ľuboš Micheľ
- Byron Moreno
- Falla N'Doye
- Kim Milton Nielsen
- Antonio López Nieto
- René Ortube
- Vítor Melo Pereira
- Graham Poll
- Peter Prendergast
- Felipe Ramos
- Óscar Ruiz
- Ángel Sánchez
- Mark Shield
- Carlos Eugênio Simon
- Kyros Vassaras
- Gilles Veissière
- Jan Wegereef
- Kim Young-Joo

## Compétition

### Premier tour

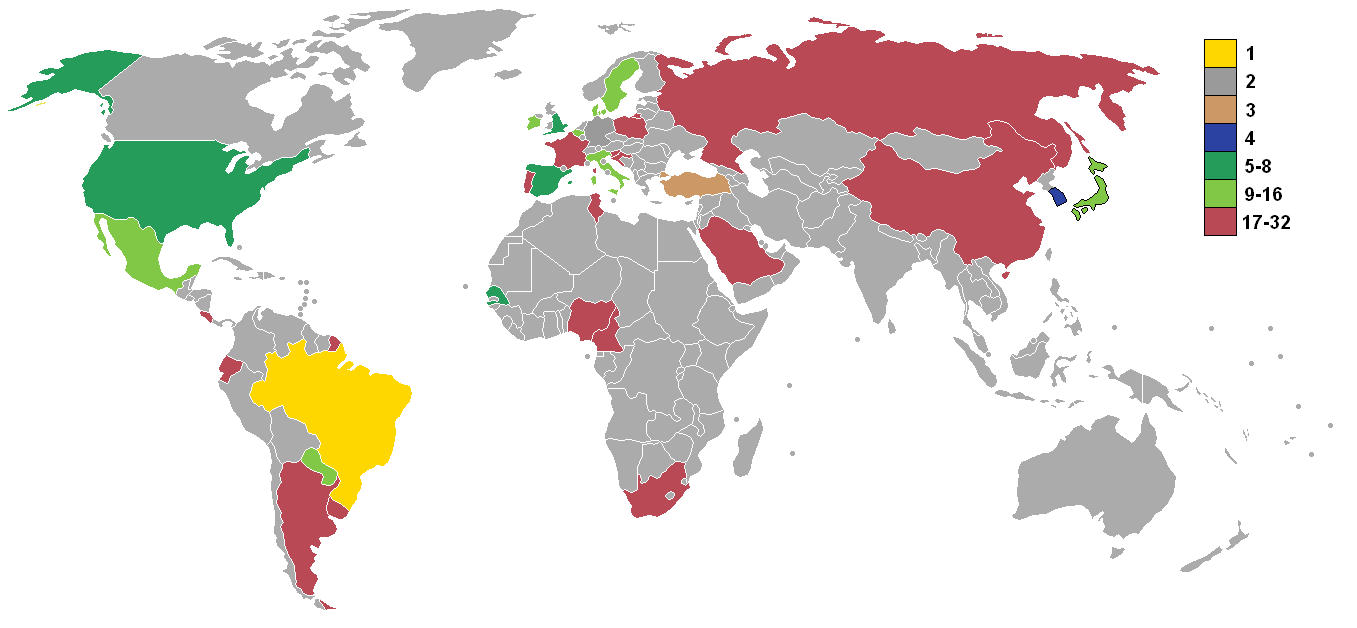
Carte des pays participants

Les 32 équipes sont réparties dans huit groupes (A–H) de la façon suivante :
| Groupe A France (1) Sénégal (42) Uruguay (24) Danemark (20)                          | Groupe B Espagne (8) Slovénie (25) Paraguay (18) Afrique du Sud (37) | Groupe C Brésil (2) Turquie (22) Chine (50) Costa Rica (29) | Groupe D Corée du Sud (40) Pologne (38) États-Unis (13) Portugal (5) |
| Groupe E Allemagne (11) Arabie saoudite (34) République d'Irlande (15) Cameroun (17) | Groupe F Argentine (3) Nigeria (27) Angleterre (12) Suède (19)       | Groupe G Italie (6) Équateur (36) Croatie (21) Mexique (7)  | Groupe H Japon (32) Belgique (23) Russie (28) Tunisie (31)           |

Dans chaque groupe, toutes les équipes se rencontrent une fois en trois journées (trois matchs pour chaque équipe). À l'issue de la dernière journée, les deux premiers de chaque poule sont qualifiés pour les huitièmes de finale. Ce qui fait l'originalité de cette édition c'est qu'en raison de la distance entre les deux pays-hôtes, le tableau de la phase finale est séparé en deux : les Groupes A, B, C, D sont basés en Corée du Sud, tandis que les groupes E, F G, H jouent au Japon. Cette répartition est maintenue par la suite jusqu'en demi-finales (il n'y a pas de croisement dans le tableau comme c'est habituellement le cas), de sorte qu'en cas de qualification pour chaque tour suivant, la Corée du Sud et le Japon soient respectivement assurés de poursuivre la compétition à domicile. Le match pour la troisième place a lieu en Corée, la finale est disputée au Japon.
Comme lors de l'édition précédente, les deux pays organisateurs et le tenant du titre (France) connaissent leur groupe d'affectation avant le tirage.

#### Groupe A
La Coupe du monde débute à Séoul (Corée du Sud), par une défaite surprise de la France, tenante du titre, sans Zidane, blessé et indisponible pour les deux premiers matchs, 1-0 face au Sénégal, qui participe à son premier mondial. Lors de la seconde journée du groupe A, la France concède le nul 0-0 face à l'Uruguay en terminant le match à dix après l'expulsion de Thierry Henry à la 25e minute, et voit notamment un but de David Trezeguet refusé pour hors-jeu. Une défaite 2-0 contre le Danemark lors du troisième match scelle le sort des Bleus. Ces derniers sont éliminés dès le premier tour sans avoir marqué un but, et réalisent ainsi la pire performance offensive pour un champion du monde sortant. Un impressionnant Danemark finit à la première place du groupe, suivi par l'étonnant Sénégal, qui se qualifie pour le tour suivant, en obtenant le nul face au Danemark et à l'Uruguay. En dépit d'un retour de 0-3 à 3-3, les Sud-Américains ne parviennent pas à marquer le quatrième but qui leur aurait permis d'accéder aux huitièmes de finale et sont, par conséquent, éliminés.
| Classement final |          |     |   |   |   |   |    |    |      |
|                  | Équipe   | Pts | J | G | N | P | BP | BC | Diff |
| 1                | Danemark | 7   | 3 | 2 | 1 | 0 | 5  | 2  | +3   |
| 2                | Sénégal  | 5   | 3 | 1 | 2 | 0 | 5  | 4  | +1   |
| 3                | Uruguay  | 2   | 3 | 0 | 2 | 1 | 4  | 5  | -1   |
| 4                | France   | 1   | 3 | 0 | 1 | 2 | 0  | 3  | -3   |

| 31 mai   | Sénégal  | 1 | 0 | France  |
| 1er juin | Danemark | 2 | 1 | Uruguay |
| 6 juin   | Danemark | 1 | 1 | Sénégal |
| 6 juin   | Uruguay  | 0 | 0 | France  |
| 11 juin  | Danemark | 2 | 0 | France  |
| 11 juin  | Sénégal  | 3 | 3 | Uruguay |

#### Groupe B
L'Espagne, grande favorite de ce groupe, va logiquement gagner ses trois matchs en s'imposant 3-1 contre la Slovénie et le Paraguay et 3-2 face à l'Afrique du Sud. Un but tardif inscrit par les Paraguayens contre la Slovénie (première participation pour celle-ci) permet aux Sud-Américains d'être à égalité de points et de différence de buts avec l'Afrique du Sud, et sont qualifiés pour le tour suivant grâce à une meilleure attaque (6 contre 5). Quant à la Slovénie, elle quitte la compétition sans aucun point.
| Classement final |                |     |   |   |   |   |    |    |      |
|                  | Équipe         | Pts | J | G | N | P | BP | BC | Diff |
| 1                | Espagne        | 9   | 3 | 3 | 0 | 0 | 9  | 4  | +5   |
| 2                | Paraguay       | 4   | 3 | 1 | 1 | 1 | 6  | 6  | 0    |
| 3                | Afrique du Sud | 4   | 3 | 1 | 1 | 1 | 5  | 5  | 0    |
| 4                | Slovénie       | 0   | 3 | 0 | 0 | 3 | 2  | 7  | -5   |

| 2 juin  | Paraguay       | 2 | 2 | Afrique du Sud |
| 2 juin  | Espagne        | 3 | 1 | Slovénie       |
| 7 juin  | Espagne        | 3 | 1 | Paraguay       |
| 8 juin  | Afrique du Sud | 1 | 0 | Slovénie       |
| 12 juin | Espagne        | 3 | 2 | Afrique du Sud |
| 12 juin | Paraguay       | 3 | 1 | Slovénie       |

#### Groupe C
L'autre équipe à remporter tous ses matchs est le Brésil, qui se qualifie sans problème dans ce groupe largement à sa portée. Grâce à une meilleure différence de buts (+2 contre -1), la Turquie passe le premier tour, lors du dernier match, grâce à sa victoire 3-0 contre la Chine, aux dépens du Costa Rica, qui s'inclinait lourdement dans le même temps 5-2 face au Brésil. La Chine, coachée par Bora Milutinović (cinquième équipe entraînée en cinq Coupes du monde d'affilée), ne parvient pas à inscrire le moindre but, ni le moindre point, malgré un jeu se voulant offensif.
| Classement final |            |     |   |   |   |   |    |    |      |
|                  | Équipe     | Pts | J | G | N | P | BP | BC | Diff |
| 1                | Brésil     | 9   | 3 | 3 | 0 | 0 | 11 | 3  | +8   |
| 2                | Turquie    | 4   | 3 | 1 | 1 | 1 | 5  | 3  | +2   |
| 3                | Costa Rica | 4   | 3 | 1 | 1 | 1 | 5  | 6  | -1   |
| 4                | Chine      | 0   | 3 | 0 | 0 | 3 | 0  | 9  | -9   |

| 3 juin  | Brésil     | 2 | 1 | Turquie    |
| 4 juin  | Costa Rica | 2 | 0 | Chine      |
| 8 juin  | Brésil     | 4 | 0 | Chine      |
| 9 juin  | Turquie    | 1 | 1 | Costa Rica |
| 13 juin | Brésil     | 5 | 2 | Costa Rica |
| 13 juin | Turquie    | 3 | 0 | Chine      |

#### Groupe D
Première surprise dans ce groupe, la défaite initiale du Portugal, qui a pour objectif de remporter le tournoi, contre les États-Unis, 3-2, et de la première victoire de la Corée du Sud face à la Pologne 2-0. Les Américains, emmenés par Brad Friedel font 1-1 contre les Sud-Coréens. Le Portugal reprend espoir en battant la Pologne, 4 buts à 0, lors de leur deuxième match, puis les Sud-Coréens écartent les Portugais lors du match décisif les opposant, sur le score de 1-0, permettant ainsi aux États-Unis de se qualifier, malgré une défaite 3-1 contre la Pologne.
| Classement final |              |     |   |   |   |   |    |    |      |
|                  | Équipe       | Pts | J | G | N | P | BP | BC | Diff |
| 1                | Corée du Sud | 7   | 3 | 2 | 1 | 0 | 4  | 1  | +3   |
| 2                | États-Unis   | 4   | 3 | 1 | 1 | 1 | 5  | 6  | -1   |
| 3                | Portugal     | 3   | 3 | 1 | 0 | 2 | 6  | 4  | +2   |
| 4                | Pologne      | 3   | 3 | 1 | 0 | 2 | 3  | 7  | -4   |

| 4 juin  | Corée du Sud | 2 | 0 | Pologne    |
| 5 juin  | États-Unis   | 3 | 2 | Portugal   |
| 10 juin | Corée du Sud | 1 | 1 | États-Unis |
| 10 juin | Portugal     | 4 | 0 | Pologne    |
| 14 juin | Corée du Sud | 1 | 0 | Portugal   |
| 14 juin | États-Unis   | 1 | 3 | Pologne    |

#### Groupe E
L'Allemagne pulvérise l'Arabie saoudite 8-0 lors du premier match, avec un triplé de Miroslav Klose. L'Irlande, qui joue sans son capitaine Roy Keane, exclu juste avant le mondial par Mick McCarthy, peut compter sur Robbie Keane pour décrocher la deuxième place aux dépens du champion d'Afrique, le Cameroun. L'Arabie saoudite quitte la compétition en n'ayant inscrit aucun point, ni marqué aucun but.
| Classement final |                      |     |   |   |   |   |    |    |      |
|                  | Équipe               | Pts | J | G | N | P | BP | BC | Diff |
| 1                | Allemagne            | 7   | 3 | 2 | 1 | 0 | 11 | 1  | +10  |
| 2                | République d'Irlande | 5   | 3 | 1 | 2 | 0 | 5  | 2  | +3   |
| 3                | Cameroun             | 4   | 3 | 1 | 1 | 1 | 2  | 3  | -1   |
| 4                | Arabie saoudite      | 0   | 3 | 0 | 0 | 3 | 0  | 12 | -12  |

| 1er juin | République d'Irlande | 1 | 1 | Cameroun             |
| 1er juin | Allemagne            | 8 | 0 | Arabie saoudite      |
| 5 juin   | Allemagne            | 1 | 1 | République d'Irlande |
| 6 juin   | Cameroun             | 1 | 0 | Arabie saoudite      |
| 11 juin  | Allemagne            | 2 | 0 | Cameroun             |
| 11 juin  | République d'Irlande | 3 | 0 | Arabie saoudite      |

#### Groupe F

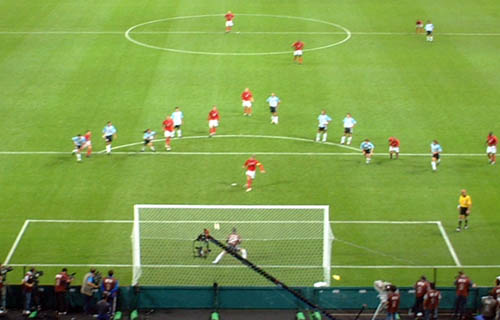
But de l'Anglais Beckham contre l'Argentine

Une autre contre-performance vient du groupe F, celle des archi-favoris argentins qui ne parviennent pas à s'extirper du « groupe de la mort ». Malgré une première victoire 1-0 face au Nigeria, une défaite sur le même score contre l'Angleterre sur un pénalty de David Beckham, qui avait été exclu à l'occasion du précédent choc entre les deux équipes en 1998, et un nul 1-1 face à la Suède, l'Argentine termine seulement à la troisième place, synonyme d'élimination. Les Scandinaves finissent premiers, devant l'Angleterre grâce à une meilleure attaque (4 contre 2). Le Nigeria termine dernier.
| Classement final |            |     |   |   |   |   |    |    |      |
|                  | Équipe     | Pts | J | G | N | P | BP | BC | Diff |
| 1                | Suède      | 5   | 3 | 1 | 2 | 0 | 4  | 3  | +1   |
| 2                | Angleterre | 5   | 3 | 1 | 2 | 0 | 2  | 1  | +1   |
| 3                | Argentine  | 4   | 3 | 1 | 1 | 1 | 2  | 2  | 0    |
| 4                | Nigeria    | 1   | 3 | 0 | 1 | 2 | 1  | 3  | -2   |

| 2 juin  | Argentine  | 1 | 0 | Nigeria    |
| 2 juin  | Suède      | 1 | 1 | Angleterre |
| 7 juin  | Suède      | 2 | 1 | Nigeria    |
| 7 juin  | Angleterre | 1 | 0 | Argentine  |
| 12 juin | Suède      | 1 | 1 | Argentine  |
| 12 juin | Angleterre | 0 | 0 | Nigeria    |

#### Groupe G
Dans le groupe G, l'Italie, la Croatie et l'Équateur gagnent une fois l'un contre l'autre. Mais les Italiens font match nul contre le Mexique tandis que les deux autres s'inclinent contre les Mexicains et cela suffit à la Squadra Azzurra pour terminer deuxième. L'Équateur obtient sa première victoire pour son premier mondial en battant la Croatie 1-0, qui est éliminée dès le premier tour et qui ne rééditera pas la surprise de l'édition de 1998 où elle termina troisième du tournoi.
| Classement final |          |     |   |   |   |   |    |    |      |
|                  | Équipe   | Pts | J | G | N | P | BP | BC | Diff |
| 1                | Mexique  | 7   | 3 | 2 | 1 | 0 | 4  | 2  | +2   |
| 2                | Italie   | 4   | 3 | 1 | 1 | 1 | 4  | 3  | +1   |
| 3                | Croatie  | 3   | 3 | 1 | 0 | 2 | 2  | 3  | -1   |
| 4                | Équateur | 3   | 3 | 1 | 0 | 2 | 2  | 4  | -2   |

| 3 juin  | Mexique | 1 | 0 | Croatie  |
| 3 juin  | Italie  | 2 | 0 | Équateur |
| 8 juin  | Italie  | 1 | 2 | Croatie  |
| 9 juin  | Mexique | 2 | 1 | Équateur |
| 13 juin | Mexique | 1 | 1 | Italie   |
| 13 juin | Croatie | 0 | 1 | Équateur |

#### Groupe H

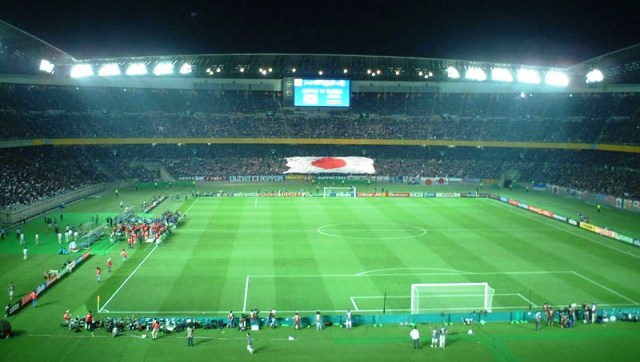
Rencontre du 9 juin entre le Japon et la Russie.

Devant son public, le Japon commence le tournoi par un match nul 2-2 contre la Belgique, puis obtient ses deux premières victoires en phase finale, contre la Russie 1-0 et contre la Tunisie 2-0. Il termine premier et passe le premier tour, en compagnie de la Belgique qui, après deux matchs nuls, dont un 1-1 contre la Tunisie, se qualifie en battant la Russie 3-2 lors du match décisif. La Tunisie et, plus encore, la Russie, sont deux déceptions.

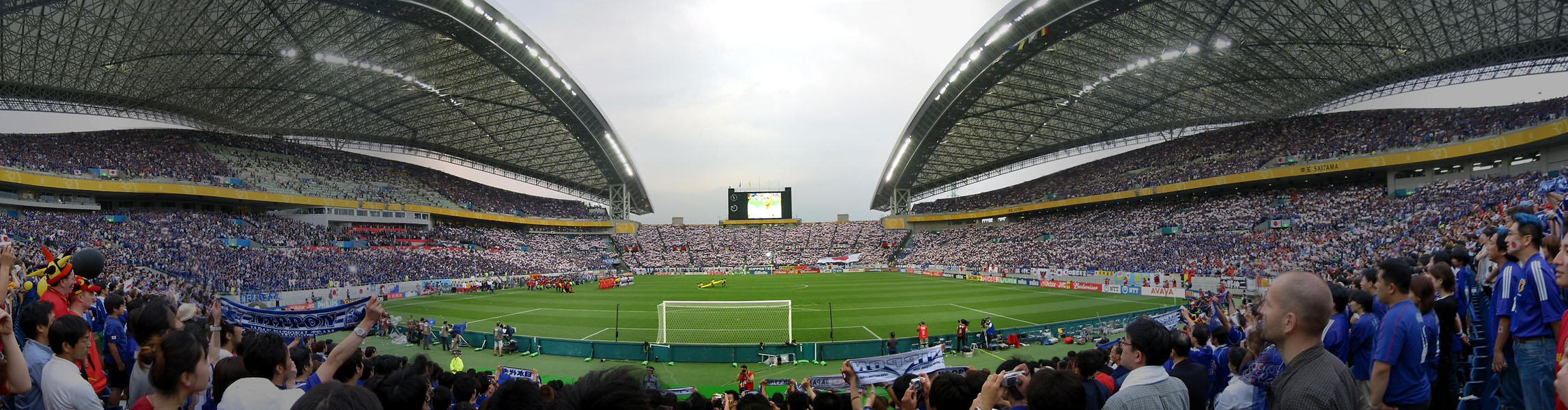
Vue panoramique du stade pendant le match Japon - Belgique du 4 juin.

| Classement final |          |     |   |   |   |   |    |    |      |
|                  | Équipe   | Pts | J | G | N | P | BP | BC | Diff |
| 1                | Japon    | 7   | 3 | 2 | 1 | 0 | 5  | 2  | +3   |
| 2                | Belgique | 5   | 3 | 1 | 2 | 0 | 6  | 5  | +1   |
| 3                | Russie   | 3   | 3 | 1 | 0 | 2 | 4  | 4  | 0    |
| 4                | Tunisie  | 1   | 3 | 0 | 1 | 2 | 1  | 5  | -4   |

| 4 juin  | Japon    | 2 | 2 | Belgique |
| 5 juin  | Russie   | 2 | 0 | Tunisie  |
| 9 juin  | Japon    | 1 | 0 | Russie   |
| 10 juin | Belgique | 1 | 1 | Tunisie  |
| 14 juin | Japon    | 2 | 0 | Tunisie  |
| 14 juin | Belgique | 3 | 2 | Russie   |

### Tableau final
|  | Huitièmes de finale              | Huitièmes de finale              |              |                             | Quarts de finale              | Quarts de finale              |      |  | Demi-finales                  | Demi-finales                  |  |  | Finale                         | Finale                         |
|  | Huitièmes de finale              | Huitièmes de finale              |              |                             | Quarts de finale              | Quarts de finale              |      |  | Demi-finales                  | Demi-finales                  |  |  | Finale                         | Finale                         |
|  |                                  |                                  |              |                             |                               |                               |      |  |                               |                               |  |  |                                |                                |
|  | 15 juin 15h30 - Seogwipo (Corée) | 15 juin 15h30 - Seogwipo (Corée) |              |                             | 21 juin 20h30 - Ulsan (Corée) | 21 juin 20h30 - Ulsan (Corée) |      |  | 25 juin 20h30 - Séoul (Corée) | 25 juin 20h30 - Séoul (Corée) |  |  | 30 juin 20h - Yokohama (Japon) | 30 juin 20h - Yokohama (Japon) |
|  | 15 juin 15h30 - Seogwipo (Corée) | 15 juin 15h30 - Seogwipo (Corée) |              |                             | 21 juin 20h30 - Ulsan (Corée) | 21 juin 20h30 - Ulsan (Corée) |      |  | 25 juin 20h30 - Séoul (Corée) | 25 juin 20h30 - Séoul (Corée) |  |  | 30 juin 20h - Yokohama (Japon) | 30 juin 20h - Yokohama (Japon) |
|  | Allemagne                        | 1                                |              |                             | 21 juin 20h30 - Ulsan (Corée) | 21 juin 20h30 - Ulsan (Corée) |      |  | 25 juin 20h30 - Séoul (Corée) | 25 juin 20h30 - Séoul (Corée) |  |  | 30 juin 20h - Yokohama (Japon) | 30 juin 20h - Yokohama (Japon) |
|  | Allemagne                        | 1                                |              |                             | 21 juin 20h30 - Ulsan (Corée) | 21 juin 20h30 - Ulsan (Corée) |      |  | 25 juin 20h30 - Séoul (Corée) | 25 juin 20h30 - Séoul (Corée) |  |  | 30 juin 20h - Yokohama (Japon) | 30 juin 20h - Yokohama (Japon) |
|  | Paraguay                         | 0                                |              |                             | 21 juin 20h30 - Ulsan (Corée) | 21 juin 20h30 - Ulsan (Corée) |      |  | 25 juin 20h30 - Séoul (Corée) | 25 juin 20h30 - Séoul (Corée) |  |  | 30 juin 20h - Yokohama (Japon) | 30 juin 20h - Yokohama (Japon) |
|  | Paraguay                         | 0                                | Allemagne    | 1                           |                               |                               |      |  | 25 juin 20h30 - Séoul (Corée) | 25 juin 20h30 - Séoul (Corée) |  |  | 30 juin 20h - Yokohama (Japon) | 30 juin 20h - Yokohama (Japon) |
|  | 17 juin 15h30 - Jeonju (Corée)   |                                  | Allemagne    | 1                           |                               |                               |      |  | 25 juin 20h30 - Séoul (Corée) | 25 juin 20h30 - Séoul (Corée) |  |  | 30 juin 20h - Yokohama (Japon) | 30 juin 20h - Yokohama (Japon) |
|  |                                  | États-Unis                       | 0            |                             |                               |                               |      |  | 25 juin 20h30 - Séoul (Corée) | 25 juin 20h30 - Séoul (Corée) |  |  | 30 juin 20h - Yokohama (Japon) | 30 juin 20h - Yokohama (Japon) |
|  | Mexique                          | États-Unis                       | 0            | 0                           |                               |                               |      |  | 25 juin 20h30 - Séoul (Corée) | 25 juin 20h30 - Séoul (Corée) |  |  | 30 juin 20h - Yokohama (Japon) | 30 juin 20h - Yokohama (Japon) |
|  | Mexique                          | 22 juin 15h30 - Gwangju (Corée)  |              | 0                           |                               |                               |      |  | 25 juin 20h30 - Séoul (Corée) | 25 juin 20h30 - Séoul (Corée) |  |  | 30 juin 20h - Yokohama (Japon) | 30 juin 20h - Yokohama (Japon) |
|  | États-Unis                       | 2                                |              |                             |                               |                               |      |  | 25 juin 20h30 - Séoul (Corée) | 25 juin 20h30 - Séoul (Corée) |  |  | 30 juin 20h - Yokohama (Japon) | 30 juin 20h - Yokohama (Japon) |
|  | États-Unis                       | 2                                | Allemagne    | 1                           |                               |                               |      |  |                               |                               |  |  | 30 juin 20h - Yokohama (Japon) | 30 juin 20h - Yokohama (Japon) |
|  | 16 juin 20h30 - Suwon (Corée)    |                                  | Allemagne    | 1                           |                               |                               |      |  |                               |                               |  |  | 30 juin 20h - Yokohama (Japon) | 30 juin 20h - Yokohama (Japon) |
|  |                                  | Corée du Sud                     | 0            |                             |                               |                               |      |  |                               |                               |  |  | 30 juin 20h - Yokohama (Japon) | 30 juin 20h - Yokohama (Japon) |
|  | Espagne                          | Corée du Sud                     | 0            | 1ap (3)                     |                               |                               |      |  |                               |                               |  |  | 30 juin 20h - Yokohama (Japon) | 30 juin 20h - Yokohama (Japon) |
|  | Espagne                          | 26 juin 20h30 - Saitama (Japon)  |              | 1ap (3)                     |                               |                               |      |  |                               |                               |  |  | 30 juin 20h - Yokohama (Japon) | 30 juin 20h - Yokohama (Japon) |
|  | République d'Irlande             | 1 tab(2)                         |              |                             |                               |                               |      |  |                               |                               |  |  | 30 juin 20h - Yokohama (Japon) | 30 juin 20h - Yokohama (Japon) |
|  | République d'Irlande             | 1 tab(2)                         | Espagne      | 0ap (3)                     |                               |                               |      |  |                               |                               |  |  | 30 juin 20h - Yokohama (Japon) | 30 juin 20h - Yokohama (Japon) |
|  | 18 juin 20h30 - Daejeon (Corée)  |                                  | Espagne      | 0ap (3)                     |                               |                               |      |  |                               |                               |  |  | 30 juin 20h - Yokohama (Japon) | 30 juin 20h - Yokohama (Japon) |
|  |                                  | Corée du Sud                     | 0 tab(5)     |                             |                               |                               |      |  |                               |                               |  |  | 30 juin 20h - Yokohama (Japon) | 30 juin 20h - Yokohama (Japon) |
|  | Corée du Sud                     | Corée du Sud                     | 0 tab(5)     | 2 ap                        |                               |                               |      |  |                               |                               |  |  | 30 juin 20h - Yokohama (Japon) | 30 juin 20h - Yokohama (Japon) |
|  | Corée du Sud                     | 21 juin 15h30 - Shizuoka (Japon) |              | 2 ap                        |                               |                               |      |  |                               |                               |  |  | 30 juin 20h - Yokohama (Japon) | 30 juin 20h - Yokohama (Japon) |
|  | Italie                           | 1                                |              |                             |                               |                               |      |  |                               |                               |  |  | 30 juin 20h - Yokohama (Japon) | 30 juin 20h - Yokohama (Japon) |
|  | Italie                           | 1                                | Allemagne    | 0                           |                               |                               |      |  |                               |                               |  |  |                                |                                |
|  | 15 juin 20h30 - Niigata (Japon)  |                                  | Allemagne    | 0                           |                               |                               |      |  |                               |                               |  |  |                                |                                |
|  |                                  | Brésil                           | 2            |                             |                               |                               |      |  |                               |                               |  |  |                                |                                |
|  | Danemark                         | Brésil                           | 2            | 0                           |                               |                               |      |  |                               |                               |  |  |                                |                                |
|  | Danemark                         |                                  |              | 0                           |                               |                               |      |  |                               |                               |  |  |                                |                                |
|  | Angleterre                       | 3                                |              |                             |                               |                               |      |  |                               |                               |  |  |                                |                                |
|  | Angleterre                       | 3                                | Angleterre   | 1                           |                               |                               |      |  |                               |                               |  |  |                                |                                |
|  | 17 juin 20h30 - Kobe (Japon)     |                                  | Angleterre   | 1                           |                               |                               |      |  |                               |                               |  |  |                                |                                |
|  |                                  | Brésil                           | 2            |                             |                               |                               |      |  |                               |                               |  |  |                                |                                |
|  | Brésil                           | Brésil                           | 2            | 2                           |                               |                               |      |  |                               |                               |  |  |                                |                                |
|  | Brésil                           | 22 juin 20h30 - Osaka (Japon)    |              | 2                           |                               |                               |      |  |                               |                               |  |  |                                |                                |
|  | Belgique                         | 0                                |              |                             |                               |                               |      |  |                               |                               |  |  |                                |                                |
|  | Belgique                         | 0                                | Brésil       | 1                           |                               |                               |      |  |                               |                               |  |  |                                |                                |
|  | 16 juin 15h30 - Oita (Japon)     |                                  | Brésil       | 1                           |                               |                               |      |  |                               |                               |  |  |                                |                                |
|  |                                  | Turquie                          | 0            |                             |                               |                               |      |  |                               |                               |  |  |                                |                                |
|  | Suède                            | Turquie                          | 0            | 1                           |                               |                               |      |  |                               |                               |  |  |                                |                                |
|  | Suède                            |                                  |              | 1                           |                               |                               |      |  |                               |                               |  |  |                                |                                |
|  | Sénégal                          | 2 ap                             |              | Match pour la 3e place      | Match pour la 3e place        |                               |      |  |                               |                               |  |  |                                |                                |
|  | Sénégal                          | 2 ap                             | Sénégal      | Match pour la 3e place      | Match pour la 3e place        | 0                             |      |  |                               |                               |  |  |                                |                                |
|  | 18 juin 15h30 - Miyagi (Japon)   | 18 juin 15h30 - Miyagi (Japon)   | Sénégal      | 29 juin 20h - Daegu (Corée) | 29 juin 20h - Daegu (Corée)   | 0                             |      |  |                               |                               |  |  |                                |                                |
|  | 18 juin 15h30 - Miyagi (Japon)   | 18 juin 15h30 - Miyagi (Japon)   |              | 29 juin 20h - Daegu (Corée) | 29 juin 20h - Daegu (Corée)   | Turquie                       | 1 ap |  |                               |                               |  |  |                                |                                |
|  | Japon                            | 0                                | Corée du Sud | 2                           |                               | Turquie                       | 1 ap |  |                               |                               |  |  |                                |                                |
|  | Japon                            | 0                                | Corée du Sud | 2                           |                               |                               |      |  |                               |                               |  |  |                                |                                |
|  | Turquie                          | 1                                |              | Turquie                     | 3                             |                               |      |  |                               |                               |  |  |                                |                                |
|  | Turquie                          | 1                                |              | Turquie                     | 3                             |                               |      |  |                               |                               |  |  |                                |                                |

 = but en or

#### Huitièmes de finale
L'Allemagne peine à venir à bout du Paraguay de Cesare Maldini, et de son gardien-capitaine José Luis Chilavert, mais trouve la faille à deux minutes de la fin grâce à Oliver Neuville.
| 15 juin 2002                      | Allemagne                 | 1 - 0 | Paraguay | Jeju World Cup Stadium, Seogwipo               |                                                |
| 15:30 · Historique des rencontres | ( Schneider) Neuville 88e |       |          | Spectateurs : 25 176 Arbitrage : Carlos Batres | Spectateurs : 25 176 Arbitrage : Carlos Batres |
| 15:30 · Historique des rencontres | Rapport                   |       |          | Spectateurs : 25 176 Arbitrage : Carlos Batres | Spectateurs : 25 176 Arbitrage : Carlos Batres |

Ce huitième de finale voit un Danemark méconnaissable et incapable de riposter se faire battre par l'Angleterre, qui plie le match dès la première période en marquant trois buts.
| 15 juin 2002                      | Danemark | 0 - 3 | Angleterre                                                         | Niigata Stadium, Niigata                     |                                              |
| 20:30 · Historique des rencontres |          |       | 5e Ferdinand (Beckham ) · 22e Owen (Butt ) · 44e Heskey (Beckham ) | Spectateurs : 40 582 Arbitrage : Markus Merk | Spectateurs : 40 582 Arbitrage : Markus Merk |
| 20:30 · Historique des rencontres | Rapport  |       |                                                                    | Spectateurs : 40 582 Arbitrage : Markus Merk | Spectateurs : 40 582 Arbitrage : Markus Merk |

Le Sénégal poursuit son chemin contre la Suède et arrache son ticket pour les quarts de finale en prolongation par un but en or d'Henri Camara. Le Sénégal devient le deuxième représentant africain à accéder aux quarts de finale après le Cameroun en 1990.
| 16 juin 2002                      | Suède                      | 1 - 2 a. p.    | Sénégal                                          | Oita Stadium, Ōita                             |                                                |
| 15:30 · Historique des rencontres | ( A. Svensson) Larsson 11e | (1 - 1, 1 - 1) | 37e H. Camara (Diouf ) · 104e H. Camara (Thiaw ) | Spectateurs : 39 747 Arbitrage : Ubaldo Aquino | Spectateurs : 39 747 Arbitrage : Ubaldo Aquino |
| 15:30 · Historique des rencontres | Rapport                    |                |                                                  | Spectateurs : 39 747 Arbitrage : Ubaldo Aquino | Spectateurs : 39 747 Arbitrage : Ubaldo Aquino |

L'Espagne ouvre le score en tout début de match grâce à Fernando Morientes mais les Irlandais égalisent dans les derniers instants sur pénalty grâce à Robbie Keane (un premier pénalty irlandais, tiré par Ian Harte, avait quant à lui été arrêté par Iker Casillas à la 63e minute). Le score ne change pas en prolongation, la séance des tirs au but est fatale à l'Irlande, qui est ainsi éliminée sans avoir perdu le moindre match.
| 16 juin 2002                      | Espagne                                         | 1 - 1 a. p.       | République d'Irlande                                 | Suwon World Cup Stadium, Suwon                |                                               |
| 20:30 · Historique des rencontres | ( Puyol) Morientes 8e                           |                   | 90e (pen.) Robbie Keane                              | Spectateurs : 38 926 Arbitrage : Anders Frisk | Spectateurs : 38 926 Arbitrage : Anders Frisk |
| 20:30 · Historique des rencontres | Rapport                                         |                   |                                                      | Spectateurs : 38 926 Arbitrage : Anders Frisk | Spectateurs : 38 926 Arbitrage : Anders Frisk |
| 20:30 · Historique des rencontres | Hierro · Baraja · Juanfran · Valerón · Mendieta | Tirs au but 3 - 2 | Robbie Keane · Holland · Connolly · Kilbane · Finnan | Spectateurs : 38 926 Arbitrage : Anders Frisk | Spectateurs : 38 926 Arbitrage : Anders Frisk |

Les deux grandes nations de la CONCACAF se retrouvent en huitièmes de finale. les États-Unis s'imposent 2-0 et s'apprêtent à disputer pour la première fois un quart de finale à élimination directe.
| 17 juin 2002                      | Mexique | 0 - 2   | États-Unis                                 | Jeonju World Cup Stadium, Jeonju                    |                                                     |
| 15:30 · Historique des rencontres |         | (0 - 1) | 8e McBride (Wolff ) · 65e Donovan (Lewis ) | Spectateurs : 36 380 Arbitrage : Vítor Melo Pereira | Spectateurs : 36 380 Arbitrage : Vítor Melo Pereira |
| 15:30 · Historique des rencontres | Rapport |         |                                            | Spectateurs : 36 380 Arbitrage : Vítor Melo Pereira | Spectateurs : 36 380 Arbitrage : Vítor Melo Pereira |

Le Brésil élimine la Belgique 2-0, avec deux buts dans la dernière demi-heure mais dans des conditions litigieuses puisque l'arbitre de la rencontre refuse un but de Marc Wilmots pour une poussée imaginaire alors que le score était de 0-0.
| 17 juin 2002                      | Brésil                                               | 2 - 0   | Belgique | Kobe Wing Stadium, Kobe                            |                                                    |
| 20:30 · Historique des rencontres | ( Ronaldinho) Rivaldo 67e · ( Kléberson) Ronaldo 87e | (0 - 0) |          | Spectateurs : 40 440 Arbitrage : Peter Prendergast | Spectateurs : 40 440 Arbitrage : Peter Prendergast |
| 20:30 · Historique des rencontres | Rapport                                              |         |          | Spectateurs : 40 440 Arbitrage : Peter Prendergast | Spectateurs : 40 440 Arbitrage : Peter Prendergast |

Grande déception pour l'un des deux organisateurs du tournoi, en l'occurrence le Japon, éliminé par la Turquie sur le score de 1-0. Celle-ci se qualifie pour les quarts de finale pour la première fois de son histoire. Le Japon obtient également la meilleure performance de son histoire (qui sera égalée en 2010, 2018 et 2022).
| 18 juin 2002                      | Japon   | 0 - 1   | Turquie              | Miyagi Stadium, Miyagi                             |                                                    |
| 15:30 · Historique des rencontres |         | (0 - 1) | 12e Ümit D. (Penbe ) | Spectateurs : 45 666 Arbitrage : Pierluigi Collina | Spectateurs : 45 666 Arbitrage : Pierluigi Collina |
| 15:30 · Historique des rencontres | Rapport |         |                      | Spectateurs : 45 666 Arbitrage : Pierluigi Collina | Spectateurs : 45 666 Arbitrage : Pierluigi Collina |

Face à l'Italie, la Corée du Sud voit un penalty d'Ahn Jung-hwan être arrêté par Gianluigi Buffon à la 5e minute. La Squadra Azurra ouvre le score; mais les Coréens parviennent à égaliser. En prolongation, la Corée du sud élimine l'Italie grâce à un but en or d'Ahn Jung Hwan, joueur évoluant en Italie. La qualification de l'équipe locale est controversée principalement à cause de faits d'arbitrage dans la prolongation ayant pu influencer le résultat final : l'expulsion de Totti ainsi qu'un hors-jeu sifflé sur une action où l'Italie était éventuellement en mesure de marquer.
| 18 juin 2002                      | Corée du Sud                                                              | 2 - 1 a. p.           | Italie             | Daejeon World Cup Stadium, Daejeon            |                                               |
| 20:30 · Historique des rencontres | ( Hwang Sun-hong) Seol Ki-hyeon 88e · ( Lee Young-pyo) Ahn Jung-hwan 117e | (0 - 1, 1 - 1, 1 - 1) | 18e Vieri (Totti ) | Spectateurs : 38 588 Arbitrage : Byron Moreno | Spectateurs : 38 588 Arbitrage : Byron Moreno |
| 20:30 · Historique des rencontres | Rapport                                                                   |                       |                    | Spectateurs : 38 588 Arbitrage : Byron Moreno | Spectateurs : 38 588 Arbitrage : Byron Moreno |

#### Quarts de finale
Les Anglais ouvrent le score grâce au Ballon d'Or 2001, Michael Owen, mais les Brésiliens ripostent par Rivaldo dans le temps additionnel de la première période. En seconde mi-temps le Brésil prend l'avantage grâce à un superbe coup franc lointain de Ronaldinho cinq minutes après la pause, qui lobe le portier des Three Lions, David Seaman, et finit par l'emporter 2 à 1.
| 21 juin 2002                      | Angleterre         | 1 - 2   | Brésil                                       | Shizuoka Stadium, Fukuroi                     |                                               |
| 15:30 · Historique des rencontres | ( Heskey) Owen 23e | (1 - 1) | 45+2e Rivaldo (Ronaldinho ) · 50e Ronaldinho | Spectateurs : 47 436 Arbitrage : Felipe Ramos | Spectateurs : 47 436 Arbitrage : Felipe Ramos |
| 15:30 · Historique des rencontres | Rapport            |         |                                              | Spectateurs : 47 436 Arbitrage : Felipe Ramos | Spectateurs : 47 436 Arbitrage : Felipe Ramos |

L'Allemagne élimine les États-Unis grâce à un but de Michael Ballack en fin de première mi-temps et retrouve les demi-finales pour la première fois depuis 1990.
| 21 juin 2002                      | Allemagne            | 1 - 0   | États-Unis | Munsu Cup Stadium, Ulsan                     |                                              |
| 20:30 · Historique des rencontres | ( Ziege) Ballack 39e | (1 - 0) |            | Spectateurs : 37 337 Arbitrage : Hugh Dallas | Spectateurs : 37 337 Arbitrage : Hugh Dallas |
| 20:30 · Historique des rencontres | Rapport              |         |            | Spectateurs : 37 337 Arbitrage : Hugh Dallas | Spectateurs : 37 337 Arbitrage : Hugh Dallas |

Dans un match tourné vers l'offensive, aucune des deux équipes ne parvient pourtant à marquer. L'arbitrage prête à polémique (but espagnol refusé, un hors-jeu signalé de façon très controversée), et au bout de la prolongation la Corée du Sud et l'Espagne doivent se départager aux tirs au but. Les Guerriers Taeguks éliminent la Roja remportant la séance 5 à 3. Le gardien sud-coréen repousse la dernière tentative espagnole propulsant la Corée du Sud vers la première demi-finale de son histoire ainsi que celle d’une équipe asiatique.
| 22 juin 2002                      | Espagne                          | 0 - 0 a. p.           | Corée du Sud                                                                  | Gwangju World Cup Stadium, Gwangju                 |                                                    |
| 15:30 · Historique des rencontres |                                  | (0 - 0, 0 - 0, 0 - 0) |                                                                               | Spectateurs : 42 114 Arbitrage : Gamal Al-Ghandour | Spectateurs : 42 114 Arbitrage : Gamal Al-Ghandour |
| 15:30 · Historique des rencontres | Rapport                          |                       |                                                                               | Spectateurs : 42 114 Arbitrage : Gamal Al-Ghandour | Spectateurs : 42 114 Arbitrage : Gamal Al-Ghandour |
| 15:30 · Historique des rencontres | Hierro · Baraja · Xavi · Joaquín | Tirs au but 3 - 5     | Hwang Sun-hong · Park Ji-sung · Seol Ki-hyeon · Ahn Jung-hwan · Hong Myung-bo | Spectateurs : 42 114 Arbitrage : Gamal Al-Ghandour | Spectateurs : 42 114 Arbitrage : Gamal Al-Ghandour |

Le match Sénégal-Turquie est un quart de finale inédit à plus d'un titre puisque c'est la première fois que ces deux équipes atteignent ce stade de la compétition (la Turquie n'ayant jamais passé le premier tour et le Sénégal disputant son premier Mondial). Les Turcs continuent leur marche victorieuse en s'imposant 1-0 dans la prolongation sur un but en or. Le Sénégal ne réalisera donc pas l'exploit de la Croatie en 1998, qui avait atteint les demi-finales pour sa première participation au Mondial.
| 22 juin 2002                      | Sénégal | 0 - 1 a. p.    | Turquie              | Nagai Stadium, Osaka                        |                                             |
| 20:30 · Historique des rencontres |         | (0 - 0, 0 - 0) | 94e İlhan (Ümit D. ) | Spectateurs : 44 233 Arbitrage : Óscar Ruiz | Spectateurs : 44 233 Arbitrage : Óscar Ruiz |
| 20:30 · Historique des rencontres | Rapport |                |                      | Spectateurs : 44 233 Arbitrage : Óscar Ruiz | Spectateurs : 44 233 Arbitrage : Óscar Ruiz |

#### Demi-finales
Les deux demi-finales s'achèvent sur le même score : 1-0.
Comme en huitième et en quart de finale, l'Allemagne l'emporte sur le score de 1-0, grâce à un but de Ballack contre la Corée du Sud à un quart d'heure de la fin, mettant fin au rêve sud-coréen. Elle se qualifie pour sa septième finale de Coupe du monde, mais malheureusement son joueur-vedette Ballack reçoit un carton jaune et est suspendu pour la finale, à cause de l'accumulation d'avertissements.
Dans l'autre demi-finale, Ronaldo, en inscrivant en début de seconde période son sixième but dans la compétition contre la surprenante Turquie dans un remake du match du groupe C, propulse le Brésil en finale.
| 25 juin 2002                      | Allemagne               | 1 - 0   | Corée du Sud | Seoul World Cup Stadium, Séoul             |                                            |
| 20:30 · Historique des rencontres | ( Neuville) Ballack 75e | (0 - 0) |              | Spectateurs : 65 256 Arbitrage : Urs Meier | Spectateurs : 65 256 Arbitrage : Urs Meier |
| 20:30 · Historique des rencontres | Rapport                 |         |              | Spectateurs : 65 256 Arbitrage : Urs Meier | Spectateurs : 65 256 Arbitrage : Urs Meier |

| 26 juin 2002                      | Brésil               | 1 - 0   | Turquie | Saitama Stadium, Saitama                            |                                                     |
| 20:30 · Historique des rencontres | ( Silva) Ronaldo 49e | (0 - 0) |         | Spectateurs : 61 058 Arbitrage : Kim Milton Nielsen | Spectateurs : 61 058 Arbitrage : Kim Milton Nielsen |
| 20:30 · Historique des rencontres | Rapport              |         |         | Spectateurs : 61 058 Arbitrage : Kim Milton Nielsen | Spectateurs : 61 058 Arbitrage : Kim Milton Nielsen |

#### Match pour la troisième place
Dans le match pour la troisième place disputé dans un excellent état d'esprit, la Turquie s'impose 3-2 face à la Corée du Sud, avec notamment un but d'Hakan Şükür marqué après 10,8 secondes de jeu, le but le plus rapide de l'histoire de la Coupe du monde.
| 29 juin 2002                      | Corée du Sud                    | 2 - 3   | Turquie                                                                        | Daegu World Cup Stadium, Daegu             |                                            |
| 20:00 · Historique des rencontres | Lee E.-Y. 9e · Song C.-G. 90+3e | (1 - 3) | 1re Hakan Şükür (İlhan ) · 13e İlhan (Hakan Şükür ) · 32e İlhan (Hakan Şükür ) | Spectateurs : 65 521 Arbitrage : Saad Mane | Spectateurs : 65 521 Arbitrage : Saad Mane |
| 20:00 · Historique des rencontres | Rapport                         |         |                                                                                | Spectateurs : 65 521 Arbitrage : Saad Mane | Spectateurs : 65 521 Arbitrage : Saad Mane |

#### Finale
La finale entre le Brésil et l'Allemagne est une affiche inédite et historique. En effet, les deux équipes sont statistiquement les deux plus performantes de l'épreuve depuis les origines et ont disputé le plus grand nombre de matchs en phase finale, mais pourtant elles se rencontrent seulement pour la première fois en Coupe du monde. La finale se joue à Yokohama, au Japon. Grâce à deux buts de Ronaldo, le Brésil s'impose contre l'Allemagne et remporte la Coupe du monde. Ronaldo inscrit ses deux buts en seconde mi-temps, et il obtient le Soulier d'Or du tournoi, finissant meilleur buteur avec 8 réalisations. C'est le cinquième titre mondial pour le Brésil qui assoit un peu plus son statut de meilleure équipe au monde dans cette compétition. Cafú, le capitaine brésilien, qui devient le premier joueur à disputer trois finales de Coupe du monde successives, brandit le trophée.
| 30 juin 2002                      | Allemagne | 0 - 2   | Brésil                                 | Yokohama International Stadium, Yokohama           |                                                    |
| 20:00 · Historique des rencontres |           | (0 - 0) | 67e Ronaldo · 79e Ronaldo (Kléberson ) | Spectateurs : 69 029 Arbitrage : Pierluigi Collina | Spectateurs : 69 029 Arbitrage : Pierluigi Collina |
| 20:00 · Historique des rencontres | Rapport   |         |                                        | Spectateurs : 69 029 Arbitrage : Pierluigi Collina | Spectateurs : 69 029 Arbitrage : Pierluigi Collina |

| ALLEMAGNE :     |    |                     |  |    |     |
|                 |    |                     |  |    |     |
| GB              | 1  | Oliver Kahn         |  |    |     |
| ArG             | 21 | Christoph Metzelder |  |    |     |
| ArC             | 5  | Carsten Ramelow     |  |    |     |
| ArD             | 2  | Thomas Linke        |  |    |     |
| AiG             | 17 | Marco Bode          |  |    | 83e |
| MDf             | 16 | Jens Jeremies       |  |    | 77e |
| MDf             | 8  | Dietmar Hamann      |  |    |     |
| AiD             | 22 | Torsten Frings      |  |    |     |
| MOf             | 19 | Bernd Schneider     |  |    |     |
| AtG             | 7  | Oliver Neuville     |  |    |     |
| AtD             | 11 | Miroslav Klose      |  | 9e | 74e |
| Remplacements : |    |                     |  |    |     |
| Att             | 20 | Oliver Bierhoff     |  |    | 74e |
| Att             | 14 | Gerald Asamoah      |  |    | 77e |
| MOf             | 6  | Christian Ziege     |  |    | 83e |
| Sélectionneur : |    |                     |  |    |     |
| Rudi Völler     |    |                     |  |    |     |

| BRÉSIL :            |    |                  |  |    |     |          |
|                     |    |                  |  |    |     |          |
| GB                  | 1  | Marcos           |  |    |     |          |
| ArD                 | 2  | Cafú             |  |    |     |          |
| DC                  | 3  | Lúcio            |  |    |     |          |
| DC                  | 4  | Roque Júnior     |  | 6e |     |          |
| DC                  | 5  | Edmílson         |  |    |     |          |
| ArG                 | 6  | Roberto Carlos   |  |    |     |          |
| MDf                 | 8  | Gilberto Silva   |  |    |     |          |
| MJ                  | 11 | Ronaldinho       |  |    | 85e |          |
| MDf                 | 15 | Kleberson        |  |    |     |          |
| Att                 | 10 | Rivaldo          |  |    |     |          |
| Att                 | 9  | Ronaldo          |  |    | 90e | 67e, 79e |
| Remplacements :     |    |                  |  |    |     |          |
| MOf                 | 19 | Juninho Paulista |  |    | 85e |          |
| Att                 | 17 | Denilson         |  |    | 90e |          |
| Sélectionneur :     |    |                  |  |    |     |          |
| Luiz Felipe Scolari |    |                  |  |    |     |          |

| Assistants : Leif Lindberg Philip Sharp Quatrième arbitre : Hugh Dallas |

## Statistiques et classements

### Hommes du match
| 3 fois - Rivaldo 2 fois - Miroslav Klose - Ronaldo - Raúl - Jun'ichi Inamoto - Hasan Şaş | 1 fois - Quinton Fortune - Jens Jeremies - Michael Ballack - Sol Campbell - Rio Ferdinand - Paul Scholes - Juan Sebastián Verón - Marc Wilmots - Roberto Carlos - Júnior - Samuel Eto'o - Park Ji-sung - Ahn Jung-hwan - Yoo Sang-chul - Lee Woon-jae - Rónald Gómez - Paulo Wanchope | 1 fois (suite) - Milan Rapaić - Jon Dahl Tomasson - Édison Méndez - Iker Casillas - Fernando Morientes - Landon Donovan - Brad Friedel - Brian McBride - Claudio Reyna - Fabien Barthez - Zinédine Zidane - Damien Duff - Matt Holland - Robbie Keane - Christian Vieri - Hidetoshi Nakata - Cuauhtémoc Blanco | 1 fois (suite) - Braulio Luna - Gerardo Torrado - Jay-Jay Okocha - Francisco Arce - Nelson Cuevas - Jacek Krzynówek - Pauleta - Yuriy Nykyforov - Henri Camara - Papa Bouba Diop - El-Hadji Diouf - Khalilou Fadiga - Henrik Larsson - Johan Mjällby - Raouf Bouzaiene - Alpay Özalan - Hakan Şükür |

### Meilleurs joueurs
Le Ballon d'or Adidas est la récompense attribuée au meilleur joueur de la coupe du monde 2002.
| Place              | Joueur        |
| ------------------ | ------------- |
| Médaille d'or      | Oliver Kahn   |
| Médaille d'argent  | Ronaldo       |
| Médaille de bronze | Hong Myung-bo |

### Meilleurs buteurs
| Place              | Joueur             | Buts | Passes décisives | Temps de jeu       |
| ------------------ | ------------------ | ---- | ---------------- | ------------------ |
| Médaille d'or      | Ronaldo            | 8    | 1                | 553 minutes jouées |
| Médaille d'argent  | Miroslav Klose     | 5    | 2                | 568 minutes jouées |
| Médaille de bronze | Rivaldo            | 5    | 2                | 612 minutes jouées |
| 4                  | Jon Dahl Tomasson  | 4    | 0                | 360 minutes jouées |
| 5                  | Christian Vieri    | 4    | 0                | 390 minutes jouées |
| 6                  | Marc Wilmots       | 3    | 0                | 360 minutes jouées |
| 7                  | Pauleta            | 3    | 1                | 249 minutes jouées |
| 8                  | Papa Bouba Diop    | 3    | 0                | 510 minutes jouées |
| 9                  | Ilhan Mansiz       | 3    | 1                | 231 minutes jouées |
| 10                 | Robbie Keane       | 3    | 0                | 390 minutes jouées |
|                    | Fernando Morientes | 3    | 1                | 337 minutes jouées |
|                    | Raúl               | 3    | 1                | 342 minutes jouées |
|                    | Henrik Larsson     | 3    | 0                | 388 minutes jouées |

### Classement de la compétition
| Place              | Nation               | Stade de la compétition |
| ------------------ | -------------------- | ----------------------- |
| Médaille d'or      | Brésil               | Vainqueur               |
| Médaille d'argent  | Allemagne            | Finale                  |
| Médaille de bronze | Turquie              | Demi-finale             |
| 4                  | Corée du Sud         | Demi-finale             |
| 5                  | Espagne              | Quarts de finale        |
| 6                  | Angleterre           | Quarts de finale        |
| 7                  | Sénégal              | Quarts de finale        |
| 8                  | États-Unis           | Quarts de finale        |
| 9                  | Japon                | Huitièmes de finale     |
| 10                 | Danemark             | Huitièmes de finale     |
| 11                 | Mexique              | Huitièmes de finale     |
| 12                 | République d'Irlande | Huitièmes de finale     |
| 13                 | Suède                | Huitièmes de finale     |
| 14                 | Belgique             | Huitièmes de finale     |
| 15                 | Italie               | Huitièmes de finale     |
| 16                 | Paraguay             | Huitièmes de finale     |

| Place | Nation          | Stade de la compétition |
| ----- | --------------- | ----------------------- |
| 17    | Afrique du Sud  | Premier tour            |
| 18    | Argentine       | Premier tour            |
| 19    | Costa Rica      | Premier tour            |
| 20    | Cameroun        | Premier tour            |
| 21    | Portugal        | Premier tour            |
| 22    | Russie          | Premier tour            |
| 23    | Croatie         | Premier tour            |
| 24    | Équateur        | Premier tour            |
| 25    | Pologne         | Premier tour            |
| 26    | Uruguay         | Premier tour            |
| 27    | Nigeria         | Premier tour            |
| 28    | France          | Premier tour            |
| 29    | Tunisie         | Premier tour            |
| 30    | Slovénie        | Premier tour            |
| 31    | Chine           | Premier tour            |
| 32    | Arabie saoudite | Premier tour            |

## Problèmes soulevés

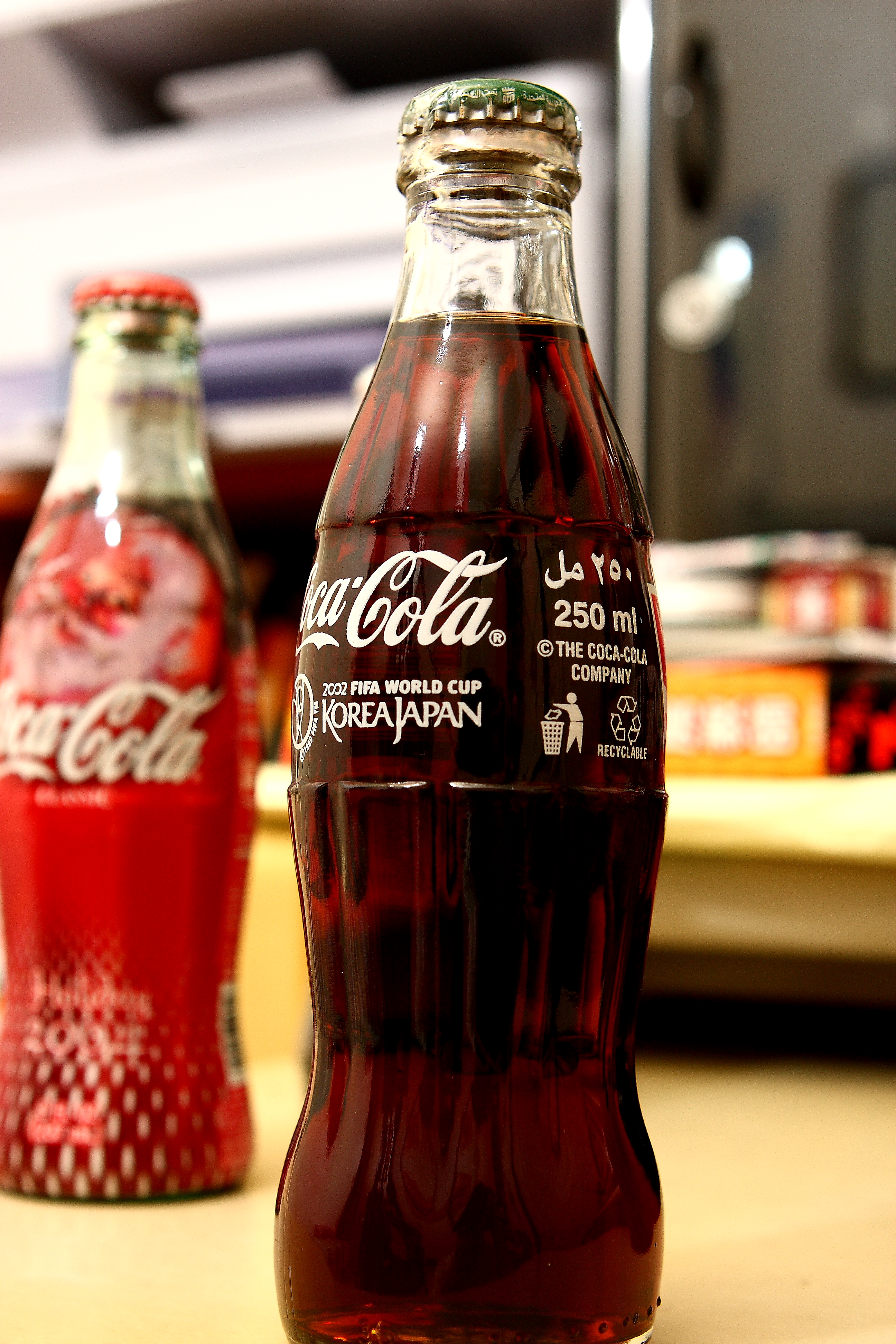
Coca-Cola est sponsor de la Coupe du monde 2002.

### La coorganisation
Le Japon et la Corée du Sud avaient fait des demandes séparées à la FIFA mais ont obtenu de manière surprenante l'organisation conjointe de l'événement.
Cette coorganisation a posé des coûts de logistique élevés en raison de la distance entre les lieux. De plus, des frictions ont eu lieu entre les pays, pas encore pleinement réconciliés après l'occupation de la Corée par le Japon entre 1910 et 1945. Au cours de la préparation, des différends ont surgi au sujet de la localisation des matchs clefs (ouverture et finale), de l'ordre des pays dans le nom officiel de la compétition et des mascottes officielles. Lors de la compétition, l'empereur Akihito, contrairement à la tradition de présence du chef d'État du pays hôte au match d'ouverture, ne s'est pas rendu en Corée du Sud pour l'occasion. Il a été remplacé par le Premier ministre Jun'ichirō Koizumi, et le palais a été représenté par son cousin le prince Norihito de Takamado (président honoraire de la fédération japonaise de football) et son épouse. Le gouvernement japonais a justifié ce choix par crainte de l'animosité nippo-coréenne. Toutefois, cette animosité n'a pas été partagée par les supporteurs japonais qui ont soutenu le brillant parcours coréen, tandis que les sondés des deux pays considéraient que l'événement allait rapprocher les deux nations.
La FIFA annonce en 2004 qu'elle n'accepterait plus de demandes conjointes d'organisation. Quelques années plus tard cependant, elle reviendra sur sa position et acceptera de nouveau les candidatures conjointes, confiant notamment l'organisation de la Coupe du monde 2026 aux trois grands pays d'Amérique du Nord (Canada, États-Unis et Mexique).

### L'arbitrage
La compétition a été entachée par des critiques soutenues concernant l'arbitrage, notamment en raison d'un prétendu manque d'expérience de certains arbitres, choisis pour des raisons de politique d'élargissement aux pays émergents,. En particulier, l'Italie s'est vue refuser plusieurs buts au cours de la compétition ; un hors-jeu a été signalé dans le match perdu contre la Corée du Sud en huitièmes de finale et les journaux italiens, y ont vu, avec l'expulsion de Francesco Totti dans les prolongations, une erreur d'arbitrage lourde. L'entraîneur italien estime : « Je ne comprends pas pourquoi nous avions à être victimes de mauvaises décisions. Je pense que le gagnant devrait être l'Italie. ». Le refus d'un but en or et un hors-jeu signalé lors du match Espagne-Corée du Sud en quart de finale ont également été critiqués par la presse espagnole,. Le tir au but de Joaquín bloqué par le gardien coréen Lee Woon-Jae alors que ce dernier avait quitté sa ligne avant la frappe de l'Espagnol a aussi été ciblé par la critique. Ce tir au but aurait en effet, selon certains observateurs, dû être retiré,. Des accusations de conspiration visant à favoriser la Corée ont été portées à l'encontre de l'organisation du mondial. L'arbitre égyptien Gamal Al-Ghandour fut même accusé par un quotidien sportif espagnol d'avoir reçu une voiture du vice-président de la FIFA, le Sud-Coréen Chung Mong-joon. Tout en reconnaissant des erreurs d'arbitrage, le président de la commission des arbitres de la FIFA a cependant catégoriquement démenti ces allégations. Ghandour, l'arbitre particulièrement mis en cause, a menacé ses accusateurs de poursuites juridiques mais il a finalement choisi de mettre fin à sa carrière. Des reproches similaires ont été faits à l'arbitrage lors du match de premier tour entre le Portugal et la Corée. D'autres décisions contestées ont été prises ; on pourra citer la rencontre entre la Belgique et le Brésil en huitièmes de finale, où l'arbitre annule de manière litigieuse un but du joueur belge Marc Wilmots.

## Aspects socio-économiques de la coupe du monde

### Monnaie commémorative
Une pièce de 100 francs en argent, œuvre de Joaquin Jimenez, a été frappée en 2002 pour La Coupe du monde de Football.